# 魯迅藝術學院

鲁艺徽章，中国抗战纪念馆藏。

魯迅藝術學院，簡稱魯藝，是一所藝術學院。在1938年中國共產黨在延安創辦魯迅藝術學院，為魯迅美術學院和中央戏剧学院的前身。鲁迅艺术文学院位于原桥儿沟天主堂内，有几个大院落，院部在北山坡上。院长周扬、秘书长兼党委书记宋侃夫。下设文学系、戏剧系、音乐系、美术系，还有实验剧团和文学研究所等机构。
毛澤東要求魯迅藝術學院「要造就具有遠大的理想、豐富的鬥爭經驗和良好的藝術技巧的一派文藝工作者」，1939年4月庆祝鲁艺成立一周年时，毛泽东亲自与会，挥毫题词“抗日的现实主义，革命的浪漫主义”」。

## 历史

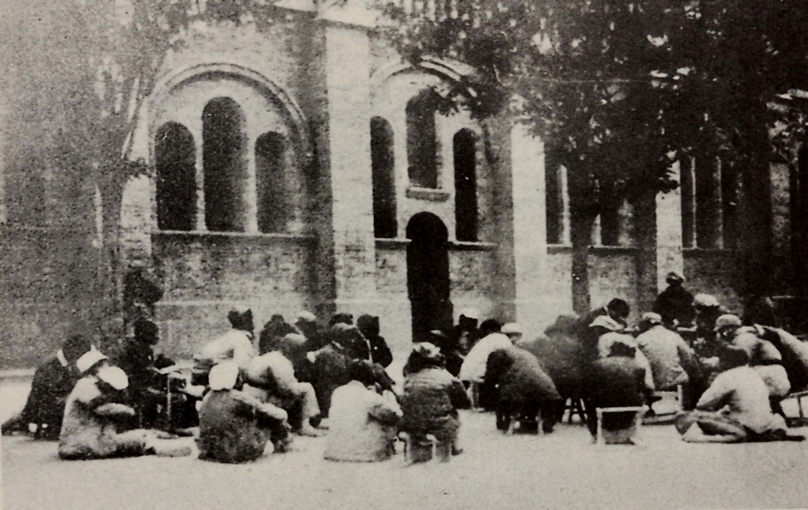
鲁迅艺术学院学生

1938年2月，毛澤東、周恩來、林伯渠、徐特立、成仿吾、艾思奇、周揚聯名發表《魯迅藝術學院創立緣起》。1938年4月10日，魯迅藝術學院成立大會在延安舉行，設戲劇系、音樂系、美術系3個學系。1938年8月第2屆起增設文學系，改称“鲁迅文艺学院”，共4個學系。初期学制九个月；后期学制三年。附設文藝工作團、實驗劇團、歌舞團、美術工作團。校訓是「緊張、嚴肅、刻苦、虛心」。
1943年4月，鲁艺和延安自然科学院、陕甘宁边区行政学院合并组建延安大学，成为“延安大学鲁迅艺术文学院”戏剧音乐系，简称“戏音系”。
鲁艺在延安七年，培养了五届学生（其中文学系四届）685人。其中文学系179人、戏剧系179人、音乐系192人、美术系147人。
1945年10月25日晚，毛泽东在延安大学作报告介绍重庆谈判内容，随后接见延安大学校长周扬、副校长张如心和其他主要干部，正式传达了中央决定把延安大学一分为二，一部分继续留在延安，大部分将前往东北创建新的东北大学。11月15日延安大学的队伍和延大鲁艺东北工作团由延安桥儿沟出发。行至晋察冀边区，由于承德、山海关、锦州被国民党军控制，延安大学师生赴东北中止，转为建立华北联合大学。1946年春，鲁艺奉中央命令仍须向东北进发，坚持迁校东北，经过内蒙古草原、从白城子乘火车，经齐齐哈尔到达哈尔滨。1946年6月在哈尔滨道里东北电影院上演歌剧《白毛女》。1946年7-9月鲁艺陆续抵达佳木斯，为驻佳木斯的东北大学的一个学院。

## 著名教师
茅盾、冼星海、艾青、何其芳、張庚等文學家、藝術家曾在這所學校教書。

## 著名校友
賀敬之、羅工柳、馮牧、李煥之、鄭律成、成蔭、陳強、梅行、聂眉初等文藝工作者是這所學校培養出來的，李煥之等還留在母校教書。

## 外部連結
- 新華社《红色记忆：鲁迅艺术文学院》